# Hosseusia (schimmel)
Hosseusia is een monotypisch geslacht van schimmels behorend tot de familie Pannariaceae. Het bevat alleen Hosseusia gertrudiana.